# 石鳳揚
石鳳揚（1798年9月12日—？年），字彥昇，號瑞岐，四川成都府崇慶州人，世居州北小羅寺，由優增生，中式道光十五年乙未恩科四川鄉試舉人，道光十六年丙申恩科中式進士，任福建松溪縣知縣。